# Huelí
Huelí es un despoblado español situado en el término municipal de Sorbas, en la provincia de Almería. Dista 10 kilómetros de la cabecera municipal.

## Geografía
Orografía y paisaje
Huelí se asienta justo al borde de los karst en yesos de Sorbas, sobre unos suelos muy ricos en este mineral, sobre los que se pueden encontrar en las cotas más elevadas varios arrecifes messinienses y otros edificios arrecifales, quizás los mejor preservados en España.

## Historia
Hacia 1887 se contabilizaban 67 habitantes, residentes en 25 viviendas. El agua que llegaba a la fuente era de buena calidad, a pesar de no contar con un suelo que dé esa impresión.
La última economía del lugar estaba protagonizada por el cultivo de trigo, centeno y cebada, olivos y almendros, pero la localidad carecía de instalaciones para procesar estas materias primas. Se ofrecían servicios educativos en Huelí, pero no así servicios médicos ni religiosos, de los que dependía de la cabecera municipal. Se cree que los últimos habitantes abandonaron el lugar hacia 1979, emigrando principalmente a Sorbas y a Barcelona.
Durante la nochevieja de 2021 se celebró una rave masiva ilegal de varios días en una cantera cercana, llevando el nombre de Huelí a los noticiarios, todavía en el contexto de la pandemia de COVID-19.

## Urbanismo
Se pueden encontrar en el despoblado unas catorce viviendas, de las que solamente una sigue habitable y con mantenimiento.